# Ernst Ocwirk

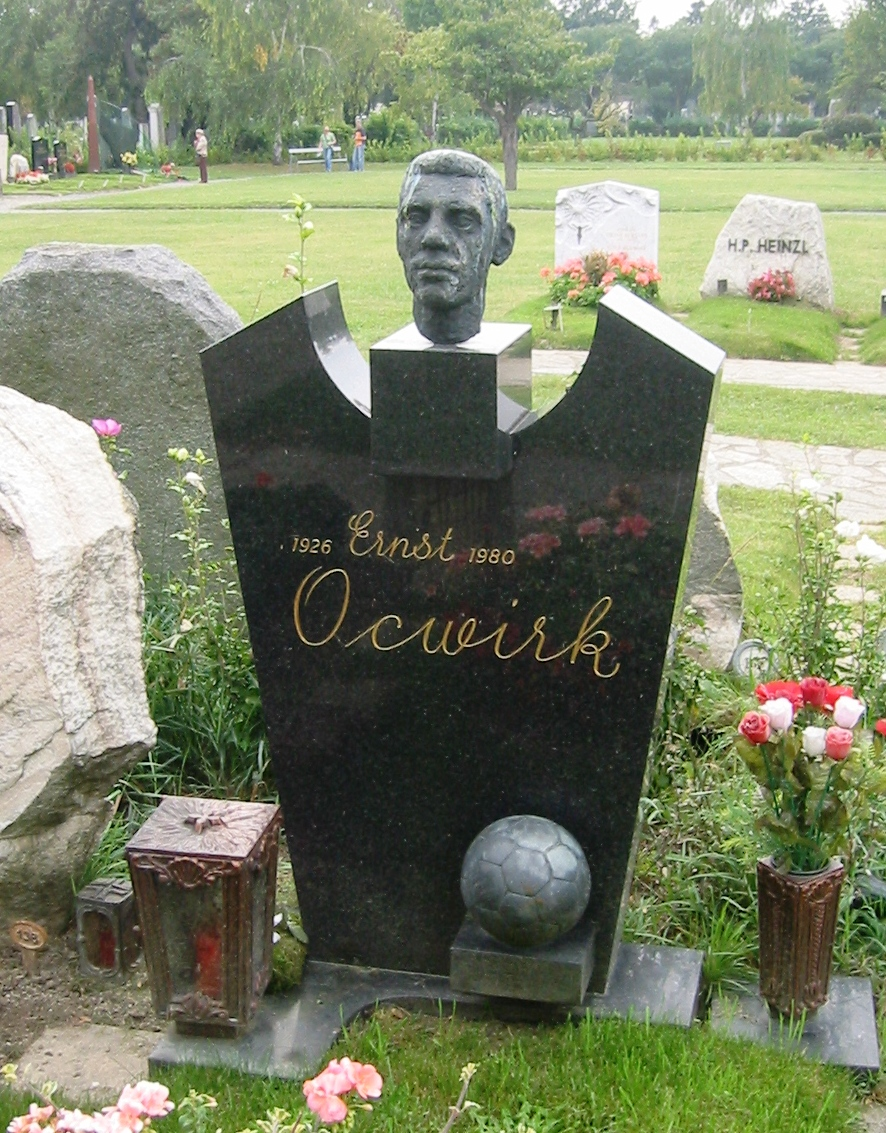
Ehrengrab am Wiener Zentralfriedhof

Ernst „Ossi“ Ocwirk (* 7. März 1926 in Wien; † 23. Jänner 1980 in Klein-Pöchlarn) war ein österreichischer Fußballspieler und -trainer.
Der gelernte Modelltischler Ocwirk war einer der größten österreichischen Fußballer der Nachkriegszeit. Er war Kapitän der österreichischen Nationalmannschaft und der Weltauswahl und galt zu seiner Zeit als bester zentraler Mittelfeldspieler der Welt. Seine Stärken waren die elegante Ballführung, das Kopfballspiel und weite Pässe.

## Karriere
Ernst Ocwirk begann seine Karriere als Fußballspieler beim FC Stadlau 1938 und kam später zum Floridsdorfer AC. Dort arbeitete der ehemalige Wunderteamstratege Pepi Smistik, der Ernst Ocwirks Talent erkannte. Er stellte den Mittelstürmer um auf die Position des Mittelläufers, wie er sie selbst einst gespielt hatte. Smistik versuchte den jungen Ocwirk an seinen ehemaligen Verein Rapid zu bringen. Der Erzrivale Austria griff jedoch schneller zu und finanzierte als Ablöse neue Sitzreihen und Umkleidekabinen für das FAC-Stadion.
Bei der Wiener Austria wurde Ernst Ocwirk bald zu einem der wichtigsten Spieler und führte „die Veilchen“ zu fünf Meister- und drei Cupsiegertiteln. Auch mit der Nationalmannschaft konnte er große Erfolge feiern. Ein knappes Jahrzehnt war er Stammspieler im Team – Höhepunkt war dabei der dritte Platz bei der Weltmeisterschaft 1954. 1956 verließ Ernst Ocwirk die Wiener Austria, um als erster österreichischer Fußballprofi nach Italien zu Sampdoria Genua zu wechseln. Die Zeit dort war durchwachsen. Zwei vierte Plätze in der Serie A waren die Höhepunkte, während am andern Ende auch einmal nur der 14. Platz erreicht wurde.
Nach Beendigung seiner aktiven Karriere wurde Ernst Ocwirk 1962 Trainer bei Sampdoria. Er wurde Ende Januar 1965 entlassen. Sampdoria wurde zunächst Elfter und entging 1964 dem Abstieg nur nach einem Entscheidungsspiel gegen die punktgleiche Mannschaft aus Modena. Im Januar 1965 wurde er nach einer 0:3-Heimniederlage gegen Lanerossi Vicenza, nach der die Mannschaft auf dem 14. Platz lag, durch Giuseppe Baldini ersetzt. Seine dort eingeführten harten Trainingsmethoden und strenge Mannschaftsführung führte er auch bei der Wiener Austria ein. Dort gewann er auch als Trainer zwei Meister- und einen Cuptitel.
Die Saison 1970/71 verbrachte Ocwirk in Deutschland beim 1. FC Köln. wo er Nachfolge von Hans Merkle war, unter dem die Kölner in der Bundesliga Vierte wurden und in das DFB-Pokal-Finale 1970 einzogen. Unter Ocwirk war der 1. FC Köln nach zwei Spieltagen auf dem ersten Platz. Das dritte Spiel war bereits das Finale des DFB-Pokals 1969/70, das wegen Terminschwierigkeiten aufgrund eines heftigen Winters und der Weltmeisterschaft 1970 erst zu Beginn der Saison 1970/71 stattfand. Das Finale ging gegen Kickers Offenbach, das sich als Zweitligist für das Finale qualifizierte, aber mittlerweile in die Bundesliga aufgestiegen war, mit 1:2 verloren. Der 1. FC Köln mit der Mannschaft um Wolfgang Overath, Wolfgang Weber und Heinz Flohe beendete die Bundesliga auf dem elften Platz, qualifizierte sich aber erneut für das deutsche Pokalfinale, wo das Finale diesmal mit 1:2 nach Verlängerung gegen den FC Bayern verloren ging.
Danach setzte er seine Karriere bei Admira Wacker fort, bis diese schlagartig zu Ende ging. In einem Meisterschaftsspiel gegen DSV Alpine lief er auf das Feld und riss sich dabei eine Achillessehne. Im Anschluss der daraufhin vorgenommenen Operation traten Lähmungserscheinungen auf, die langsam den gesamten Körper erfassten. Ernst Ocwirk, der an Multipler Sklerose erkrankte, starb im Alter von nur 53 Jahren am 23. Jänner 1980, genau 41 Jahre nach dem Tod der Austria-Legende Matthias Sindelar.

## Erfolge

### Spieler
- 5 × Österreichischer Meister: 1949, 1950, 1953, 1962, 1963
- 3 × Österreichischer Pokalsieger: 1948, 1949, 1962
- Teilnahme Fußball-Weltmeisterschaft 1954: 3. Platz
- 62 Länderspiele und 6 Tore für die österreichische Fußballnationalmannschaft von 1945 bis 1962

### Trainer
- 2 × Österreichischer Meister: 1969, 1970
- 1 × Österreichischer Pokalsieger: 1967
- 1 × Deutscher Pokalfinalist: 1971

## Ehrungen
Ernst Ocwirk ist in einem ehrenhalber gewidmeten Grab auf dem Wiener Zentralfriedhof (Gruppe 40, Nummer 136, gestaltet von Leopold Grausam, jun.) beerdigt. Er wurde posthum unter anderem in die Austria-Elf des Jahrhunderts sowie in die Österreich-Elf des Jahrhunderts berufen. Bereits zu Lebzeiten wurde er zum Kapitän der Weltauswahl 1953 und 1955 ernannt und unter anderem von der französischen Zeitung France Football als „Bester Fußballer der Welt“ bezeichnet (1952). Im 21. Wiener Gemeindebezirk ist seit 1982 die Ocwirkgasse nach ihm benannt. Bei der seit 1949 durchgeführten Veranstaltung  Österreichischer Sportler des Jahres wurde ihm die Ehre als Fußballspieler im Jahr 1951 zuteil.

## Sonstiges
Ernst Ocwirk war mit der Handballerin Martha Ocwirk verheiratet, die 1949 mit der österreichischen Nationalmannschaft Vize-Weltmeisterin in Ungarn wurde.